# Maritta Wolff
Maritta Martin Wolff Stegman (Grass Lake, 25 dicembre 1918 – Los Angeles, 1º luglio 2002) è stata una scrittrice statunitense.

## Biografia
Maritta Wolff si laureò presso l'università del Michigan e fu autrice di romanzi hardboiled.

## Opere
- 1941 - Whistle Stop
- 1942 - Nigt shift
- 1943 - About Lyddy Thomas
- 1952 - Back of town
- 1956 - The Big Nickelodeon
- 1962 - Buttonwood
- 2005 - Sudden Rain (pubblicazione postuma)

## Trasposizioni cinematografiche
- 1946 - Sangue all'alba (Whistle stop) di Léonide Moguy con Ava Gardner;
- 1947 - Io amo (The Man I Love) di Raoul Walsh con Ida Lupino e la sceneggiatura di W. R. Burnett.